# Eleições municipais na Inglaterra (2007)
As eleições municipais de 2007 na Inglaterra realizaram-se no dia 3 de Maio de 2007. Nestas eleições serão renovados 10.445 dos 19.585 cargos municipais em 312 dos 386 municípios ingleses.

## Cargos em disputa
Foram eleitos membros para vários tipos de assembleias:
- Um terço dos lugares de todas as 36 juntas metropolitanas.
- A totalidade dos lugares dos conselhos municipais, em 25 municípios com autoridades unitárias.
- Um terço dos lugares dos conselhos municipais, em 20 municípios com autoridades unitárias.
- A totalidade dos lugares de 153 conselhos distritais.
- Um terço dos lugares de 78 conselhos distritais.

## Eleitorado
Estão recenseadas para estas eleições cerca de 32,8 milhões de pessoas nos 312 municípios ingleses.
Estas eleições foram aguardadas com grande expectativa uma vez que mostrarão até que ponto se mantém a popularidade de Tony Blair, que deverá anunciar a sua saída após as eleições de 3 de Maio.

## Resultados
O Partido Conservador conseguiu o controlo da grande maioria dos municípios, numas eleições que mostram o final da época Blair e indicam uma viragem do eleitorado britânico.
| Partido                                 | Municípios | Vereadores |
| --------------------------------------- | ---------- | ---------- |
| Conservative                            | 163        | 5.215      |
| Liberal Democrats                       | 23         | 2.159      |
| Labour                                  | 34         | 1.857      |
| Associação de Residentes                | 1          | 67         |
| Green                                   | 0          | 62         |
| British National Party                  | 0          | 10         |
| Liberal                                 | 0          | 9          |
| UK Independence                         | 0          | 5          |
| Respect                                 | 0          | 3          |
| Outros                                  | 4          | 928        |
| Sem controle total (No overall control) | 85         |            |

### Juntas metropolitanas
A maior parte das juntas metropolitanas mantém as mesmas forças políticas na liderança. São excepção apenas quatro Juntas Metropolitanas:
- Oldham, anteriormente dominada pelo Labour Party e agora sem controlo total de nenhum partido.
- Rochdale, anteriormente sem controlo total de nenhum partido e agora sob o domínio dos Liberal Democratas.
- Sheffield, anteriormente dominada pelo Labour Party e agora sem controlo total de nenhum partido.
- Solihull, anteriormente dominada pelo Conservative Party e agora sem controlo total de nenhum partido.

Os Trabalhistas ficam com o controlo de 13 Juntas Metropolitanas, enquanto os Conservadores e os Liberais Democratas ficam com o domínio em 4 juntas cada um. As restantes 15 juntas metropolitanas não têm o controlo total de nenhum partido.
| Área Metropolitana  | Controlo Anterior                       | Controlo Actual                         |
| ------------------- | --------------------------------------- | --------------------------------------- |
| Barnsley            | Labour Party                            | Labour Party                            |
| Birmingham          | Sem controlo total (No overall control) | Sem controlo total (No overall control) |
| Bolton              | Sem controlo total (No overall control) | Sem controlo total (No overall control) |
| Bradford            | Sem controlo total (No overall control) | Sem controlo total (No overall control) |
| Bury                | Sem controlo total (No overall control) | Sem controlo total (No overall control) |
| Calderdale          | Sem controlo total (No overall control) | Sem controlo total (No overall control) |
| Coventry            | Conservative Party                      | Conservative Party                      |
| Doncaster           | Sem controlo total (No overall control) | Sem controlo total (No overall control) |
| Dudley              | Conservative Party                      | Conservative Party                      |
| Gateshead           | Labour Party                            | Labour Party                            |
| Kirklees            | Sem controlo total (No overall control) | Sem controlo total (No overall control) |
| Knowsley            | Labour Party                            | Labour Party                            |
| Leeds               | Sem controlo total (No overall control) | Sem controlo total (No overall control) |
| Liverpool           | Liberal Democrats                       | Liberal Democrats                       |
| Manchester          | Labour Party                            | Labour Party                            |
| Newcastle upon Tyne | Liberal Democrats                       | Liberal Democrats                       |
| North Tyneside      | Sem controlo total (No overall control) | Sem controlo total (No overall control) |
| Oldham              | Labour Party                            | Sem controlo total (No overall control) |
| Rochdale            | Sem controlo total (No overall control) | Liberal Democrats                       |
| Rotherham           | Labour Party                            | Labour Party                            |
| Salford             | Labour Party                            | Labour Party                            |
| Sandwell            | Labour Party                            | Labour Party                            |
| Sefton              | Sem controlo total (No overall control) | Sem controlo total (No overall control) |
| Sheffield           | Labour Party                            | Sem controlo total (No overall control) |
| Solihull            | Conservative Party                      | Sem controlo total (No overall control) |
| South Tyneside      | Labour Party                            | Labour Party                            |
| St Helens           | Sem controlo total (No overall control) | Sem controlo total (No overall control) |
| Stockport           | Liberal Democrats                       | Liberal Democrats                       |
| Sunderland          | Labour Party                            | Labour Party                            |
| Tameside            | Labour Party                            | Labour Party                            |
| Trafford            | Conservative Party                      | Conservative Party                      |
| Wakefield           | Labour Party                            | Labour Party                            |
| Walsall             | Conservative Party                      | Conservative Party                      |
| Wigan               | Labour Party                            | Labour Party                            |
| Wirral              | Sem controlo total (No overall control) | Sem controlo total (No overall control) |
| Wolverhampton       | Labour Party                            | Labour Party                            |

## Autoridades unitárias
Realizaram-se eleições em 45 municípios com autoridades unitárias. Em 25 delas foi eleita a totalidade dos membros dos conselhos e na restantes 20 apenas um terço dos mesmos.

### Total do conselho eleito
Nos municípios em que a totalidade dos membros dos conselhos foram eleitos notou-se uma clara ascensão dos Conservadores, com a conquista do controlo de 7 municípios (1 dos Trabalhistas, 3 dos Liberais Democratas e os restantes 3 em municípios onde nenhum partido tinha controlo total) e a perda para o Partido Liberal de apenas um (North Lincolnshire)
Quanto aos Trabalhistas ganharam três municípios (um à custa dos conservadores e os outros 2 onde nenhum partido tinha controlo total) e perderam um município para os Conservadores.
Os Liberais Democratas perderam os 4 municípios que detinham, três para os Conservadores e o quarto a ficar sem controlo total de qualquer partido.
Destes 25 municípios os Conservadores passaram a deter o controlo de 12, os Trabalhistas de 6 e os restantes 7 ficaram sem controlo total de qualquer partido.
| Município                    | Controlo Anterior                       | Controlo Actual                         |
| ---------------------------- | --------------------------------------- | --------------------------------------- |
| Bath and North East Somerset | Sem controlo total (No overall control) | Sem controlo total (No overall control) |
| Blackpool                    | Labour Party                            | Conservative Party                      |
| Bournemouth                  | Liberal Democrats                       | Conservative Party                      |
| Bracknell Forest             | Conservative Party                      | Conservative Party                      |
| Brighton & Hove              | Sem controlo total (No overall control) | Sem controlo total (No overall control) |
| Darlington                   | Labour Party                            | Labour Party                            |
| East Riding of Yorkshire     | Sem controlo total (No overall control) | Conservative Party                      |
| Herefordshire                | Sem controlo total (No overall control) | Conservative Party                      |
| Leicester                    | Sem controlo total (No overall control) | Labour Party                            |
| Luton                        | Sem controlo total (No overall control) | Labour Party                            |
| Medway                       | Conservative Party                      | Conservative Party                      |
| Middlesbrough                | Labour Party                            | Labour Party                            |
| North Lincolnshire           | Conservative Party                      | Labour Party                            |
| North Somerset               | Sem controlo total (No overall control) | Conservative Party                      |
| Nottingham                   | Labour Party                            | Labour Party                            |
| Poole                        | Conservative Party                      | Conservative Party                      |
| Redcar and Cleveland         | Sem controlo total (No overall control) | Sem controlo total (No overall control) |
| Rutland                      | Conservative Party                      | Conservative Party                      |
| South Gloucestershire        | Sem controlo total (No overall control) | Sem controlo total (No overall control) |
| Stockton-on-Tees             | Sem controlo total (No overall control) | Sem controlo total (No overall control) |
| Telford and Wrekin           | Sem controlo total (No overall control) | Sem controlo total (No overall control) |
| Torbay                       | Liberal Democrats                       | Conservative Party                      |
| West Berkshire               | Conservative Party                      | Conservative Party                      |
| Windsor and Maidenhead       | Liberal Democrats                       | Conservative Party                      |
| York                         | Liberal Democrats                       | Sem controlo total (No overall control) |

### Um Terço do conselho eleito
Entre os 20 municípios que votaram um terço dos conselhos, os Conservadores ficaram com o controlo de 5, os Trabalhistas de 3 e os Liberais Democratas de 1. Nos restantes 11 nenhum partido conseguiu o controlo total.
Tanto os Conservadores como os Liberais Democratas conquistaram um município que não tinha controlo de qualquer partido (Plymouth para os primeiros e Kingston upon Hull para os segundos).
Tanto os Conservadores como os Trabalhistas perderam um município cada (Thurrockno caso dos primeiros e Blackburn with Darwen no caso dos segundos), ficando estes sem o domínio total de qualquer partido.
| Município               | Controlo Anterior                       | Controlo Actual                         |
| ----------------------- | --------------------------------------- | --------------------------------------- |
| Blackburn with Darwen   | Labour Party                            | Sem controlo total (No overall control) |
| Bristol                 | Sem controlo total (No overall control) | Sem controlo total (No overall control) |
| Derby                   | Sem controlo total (No overall control) | Sem controlo total (No overall control) |
| Halton                  | Labour Party                            | Labour Party                            |
| Hartlepool              | Labour Party                            | Labour Party                            |
| Kingston upon Hull      | Sem controlo total (No overall control) | Liberal Democrats                       |
| Milton Keynes           | Sem controlo total (No overall control) | Sem controlo total (No overall control) |
| North East Lincolnshire | Sem controlo total (No overall control) | Sem controlo total (No overall control) |
| Peterborough            | Conservative Party                      | Conservative Party                      |
| Plymouth                | Sem controlo total (No overall control) | Conservative Party                      |
| Portsmouth              | Sem controlo total (No overall control) | Sem controlo total (No overall control) |
| Reading                 | Labour Party                            | Labour Party                            |
| Slough                  | Sem controlo total (No overall control) | Sem controlo total (No overall control) |
| Southampton             | Sem controlo total (No overall control) | Sem controlo total (No overall control) |
| Southend-on-Sea         | Conservative Party                      | Conservative Party                      |
| Stoke-on-Trent          | Sem controlo total (No overall control) | Sem controlo total (No overall control) |
| Swindon                 | Conservative Party                      | Conservative Party                      |
| Thurrock                | Conservative Party                      | Sem controlo total (No overall control) |
| Warrington              | Sem controlo total (No overall control) | Sem controlo total (No overall control) |
| Wokingham               | Conservative Party                      | Conservative Party                      |

## Conselhos Distritais
Realizaram-se eleições em 231 distritos. Em 153 deles foi eleita a totalidade dos membros dos conselhos e nos restantes 78 apenas um terço dos membros dos mesmos.

### Total do conselho eleito
Em 153 municípios com conselho distrital foi eleita a totalidade dos membros desses mesmos conselhos. O Partido Conservador teve uma clara vitória conseguindo ficar com o controle de 99 municípios.
| Município                    | Controlo Anterior                         | Controlo Actual                           |
| ---------------------------- | ----------------------------------------- | ----------------------------------------- |
| Allerdale                    | Sem controlo total (No overall control)   | Sem controlo total (No overall control)   |
| Alnwick                      | Sem controlo total (No overall control)   | Sem controlo total (No overall control)   |
| Arun                         | Conservative Party                        | Conservative Party                        |
| Ashfield                     | Labour Party                              | Sem controlo total (No overall control)   |
| Ashford                      | Conservative Party                        | Conservative Party                        |
| Aylesbury Vale               | Conservative Party                        | Conservative Party                        |
| Babergh                      | Sem controlo total (No overall control)   | Sem controlo total (No overall control)   |
| Berwick-upon-Tweed           | Sem controlo total (No overall control)   | Sem controlo total (No overall control)   |
| Blaby                        | Conservative Party                        | Conservative Party                        |
| Blyth Valley                 | Labour Party                              | Labour Party                              |
| Bolsover                     | Labour Party                              | Labour Party                              |
| Boston (Inglaterra)          | Sem controlo total (No overall control)   | Independente                              |
| Braintree                    | Sem controlo total (No overall control)   | Conservative Party                        |
| Breckland                    | Conservative Party                        | Conservative Party                        |
| Bridgnorth                   | Sem controlo total (No overall control)   | Sem controlo total (No overall control)   |
| Broadland                    | Conservative Party                        | Conservative Party                        |
| Bromsgrove                   | Conservative Party                        | Conservative Party                        |
| Broxtowe                     | Sem controlo total (No overall control)   | Sem controlo total (No overall control)   |
| Cantuária                    | Sem controlo total (No overall control)   | Conservative Party                        |
| Caradon                      | Sem controlo total (No overall control)   | Liberal Democrats                         |
| Carrick                      | Liberal Democrats                         | Sem controlo total (No overall control)   |
| Castle Morpeth               | Sem controlo total (No overall control)   | Sem controlo total (No overall control)   |
| Charnwood                    | Sem controlo total (No overall control)   | Conservative Party                        |
| Chelmsford                   | Conservative Party                        | Conservative Party                        |
| Chester-le-Street            | Labour Party                              | Labour Party                              |
| Chesterfield                 | Liberal Democrats                         | Liberal Democrats                         |
| Chichester                   | Conservative Party                        | Conservative Party                        |
| Chiltern                     | Conservative Party                        | Conservative Party                        |
| Christchurch                 | Conservative Party                        | Conservative Party                        |
| Copeland                     | Labour Party                              | Labour Party                              |
| Corby                        | Labour Party                              | Labour Party                              |
| Cotswold                     | Conservative Party                        | Conservative Party                        |
| Dacorum                      | Conservative Party                        | Conservative Party                        |
| Dartford                     | Sem controlo total (No overall control)   | Conservative Party                        |
| Derbyshire Dales             | Conservative Party                        | Conservative Party                        |
| Derwentside                  | Labour Party                              | Labour Party                              |
| Dover                        | Sem controlo total (No overall control)   | Conservative Party                        |
| Durham                       | Liberal Democrats                         | Liberal Democrats                         |
| Easington                    | Labour Party                              | Labour Party                              |
| Eastbourne                   | Conservative Party                        | Liberal Democrats                         |
| East Cambridgeshire          | Sem controlo total (No overall control)   | Conservative Party                        |
| East Devon                   | Conservative Party                        | Conservative Party                        |
| East Dorset                  | Conservative Party                        | Conservative Party                        |
| East Hampshire               | Conservative Party                        | Conservative Party                        |
| East Hertfordshire           | Conservative Party                        | Conservative Party                        |
| East Lindsey                 | Sem controlo total (No overall control)   | Sem controlo total (No overall control)   |
| East Northamptonshire        | Conservative Party                        | Conservative Party                        |
| East Staffordshire           | Conservative Party                        | Conservative Party                        |
| Eden                         | Independente                              | Sem controlo total (No overall control)   |
| Epsom and Ewell              | Associação de Residentes de Epsom e Ewell | Associação de Residentes de Epsom e Ewell |
| Erewash                      | Sem controlo total (No overall control)   | Conservative Party                        |
| Fenland                      | Conservative Party                        | Conservative Party                        |
| Forest Heath                 | Conservative Party                        | Conservative Party                        |
| Forest of Dean               | Sem controlo total (No overall control)   | Conservative Party                        |
| Fylde                        | Conservative Party                        | Conservative Party                        |
| Gedling                      | Sem controlo total (No overall control)   | Conservative Party                        |
| Gravesham                    | Labour Party                              | Conservative Party                        |
| Guildford                    | Conservative Party                        | Conservative Party                        |
| Hambleton                    | Conservative Party                        | Conservative Party                        |
| Harborough                   | Sem controlo total (No overall control)   | Conservative Party                        |
| High Peak                    | Sem controlo total (No overall control)   | Conservative Party                        |
| Hinckley and Bosworth        | Conservative Party                        | Liberal Democrats                         |
| Horsham                      | Conservative Party                        | Conservative Party                        |
| Kennet                       | Conservative Party                        | Conservative Party                        |
| Kerrier                      | Independente                              | Sem controlo total (No overall control)   |
| Kettering                    | Conservative Party                        | Conservative Party                        |
| King's Lynn and West Norfolk | Conservative Party                        | Conservative Party                        |
| Lancaster                    | Sem controlo total (No overall control)   | Sem controlo total (No overall control)   |
| Lewes                        | Liberal Democrats                         | Liberal Democrats                         |
| Lichfield                    | Conservative Party                        | Conservative Party                        |
| Lincoln                      | Labour Party                              | Conservative Party                        |
| Maldon                       | Conservative Party                        | Conservative Party                        |
| Malvern Hills                | Sem controlo total (No overall control)   | Conservative Party                        |
| Mansfield                    | Independente                              | Independente                              |
| Melton                       | Conservative Party                        | Conservative Party                        |
| Mendip                       | Conservative Party                        | Conservative Party                        |
| Mid Bedfordshire             | Conservative Party                        | Conservative Party                        |
| Mid Devon                    | Sem controlo total (No overall control)   | Sem controlo total (No overall control)   |
| Mid Suffolk                  | Sem controlo total (No overall control)   | Conservative Party                        |
| Mid Sussex                   | Sem controlo total (No overall control)   | Conservative Party                        |
| New Forest                   | Conservative Party                        | Conservative Party                        |
| Newark and Sherwood          | Sem controlo total (No overall control)   | Conservative Party                        |
| North Cornwall               | Sem controlo total (No overall control)   | Sem controlo total (No overall control)   |
| North Devon                  | Liberal Democrats                         | Conservative Party                        |
| North Dorset                 | Sem controlo total (No overall control)   | Conservative Party                        |
| North East Derbyshire        | Labour Party                              | Labour Party                              |
| North Hertfordshire          | Conservative Party                        | Conservative Party                        |
| North Kesteven               | Sem controlo total (No overall control)   | Conservative Party                        |
| North Norfolk                | Liberal Democrats                         | Liberal Democrats                         |
| North Shropshire             | Sem controlo total (No overall control)   | Conservative Party                        |
| North Warwickshire           | Sem controlo total (No overall control)   | Conservative Party                        |
| North West Leicestershire    | Labour Party                              | Conservative Party                        |
| North Wiltshire              | Sem controlo total (No overall control)   | Conservative Party                        |
| Northampton                  | Sem controlo total (No overall control)   | Liberal Democrats                         |
| Oadby and Wigston            | Liberal Democrats                         | Liberal Democrats                         |
| Oswestry                     | Sem controlo total (No overall control)   | Conservative Party                        |
| Restormel                    | Sem controlo total (No overall control)   | Sem controlo total (No overall control)   |
| Ribble Valley                | Conservative Party                        | Conservative Party                        |
| Richmondshire                | Independente                              | Sem controlo total (No overall control)   |
| Rother                       | Conservative Party                        | Conservative Party                        |
| Rushcliffe                   | Conservative Party                        | Conservative Party                        |
| Ryedale                      | Sem controlo total (No overall control)   | Sem controlo total (No overall control)   |
| Salisbury                    | Conservative Party                        | Sem controlo total (No overall control)   |
| Scarborough                  | Conservative Party                        | Sem controlo total (No overall control)   |
| Sedgefield                   | Labour Party                              | Labour Party                              |
| Sedgemoor                    | Conservative Party                        | Conservative Party                        |
| Selby                        | Conservative Party                        | Conservative Party                        |
| Sevenoaks                    | Conservative Party                        | Conservative Party                        |
| Shepway                      | Sem controlo total (No overall control)   | Conservative Party                        |
| South Bucks                  | Conservative Party                        | Conservative Party                        |
| South Derbyshire             | Labour Party                              | Conservative Party                        |
| South Hams                   | Conservative Party                        | Conservative Party                        |
| South Holland                | Conservative Party                        | Conservative Party                        |
| South Kesteven               | Conservative Party                        | Conservative Party                        |
| South Norfolk                | Liberal Democrats                         | Conservative Party                        |
| South Northamptonshire       | Conservative Party                        | Conservative Party                        |
| South Oxfordshire            | Conservative Party                        | Conservative Party                        |
| South Ribble                 | Sem controlo total (No overall control)   | Conservative Party                        |
| South Shropshire             | Sem controlo total (No overall control)   | Conservative Party                        |
| South Somerset               | Liberal Democrats                         | Liberal Democrats                         |
| South Staffordshire          | Conservative Party                        | Conservative Party                        |
| Spelthorne                   | Conservative Party                        | Conservative Party                        |
| St Edmundsbury               | Conservative Party                        | Conservative Party                        |
| Stafford                     | Conservative Party                        | Conservative Party                        |
| Staffordshire Moorlands      | Sem controlo total (No overall control)   | Conservative Party                        |
| Suffolk Coastal              | Conservative Party                        | Conservative Party                        |
| Surrey Heath                 | Conservative Party                        | Conservative Party                        |
| Taunton Deane                | Conservative Party                        | Sem controlo total (No overall control)   |
| Teesdale                     | Independente                              | Independente                              |
| Teignbridge                  | Sem controlo total (No overall control)   | Sem controlo total (No overall control)   |
| Tendring                     | Sem controlo total (No overall control)   | Sem controlo total (No overall control)   |
| Test Valley                  | Conservative Party                        | Conservative Party                        |
| Tewkesbury                   | Sem controlo total (No overall control)   | Sem controlo total (No overall control)   |
| Thanet                       | Conservative Party                        | Conservative Party                        |
| Tonbridge and Malling        | Conservative Party                        | Conservative Party                        |
| Torridge                     | Independente                              | Sem controlo total (No overall control)   |
| Tynedale                     | Conservative Party                        | Conservative Party                        |
| Uttlesford                   | Liberal Democrats                         | Conservative Party                        |
| Vale of White Horse          | Liberal Democrats                         | Liberal Democrats                         |
| Vale Royal                   | Sem controlo total (No overall control)   | Sem controlo total (No overall control)   |
| Wansbeck                     | Labour Party                              | Labour Party                              |
| Warwick                      | Sem controlo total (No overall control)   | Conservative Party                        |
| Waverley                     | Sem controlo total (No overall control)   | Conservative Party                        |
| Wealden                      | Conservative Party                        | Conservative Party                        |
| Wear Valley                  | Labour Party                              | Sem controlo total (No overall control)   |
| Wellingborough               | Conservative Party                        | Conservative Party                        |
| West Devon                   | Sem controlo total (No overall control)   | Sem controlo total (No overall control)   |
| West Dorset                  | Conservative Party                        | Conservative Party                        |
| West Somerset                | Conservative Party                        | Independente                              |
| West Wiltshire               | Sem controlo total (No overall control)   | Conservative Party                        |
| Wychavon                     | Conservative Party                        | Conservative Party                        |
| Wycombe                      | Conservative Party                        | Conservative Party                        |
| Wyre                         | Conservative Party                        | Conservative Party                        |

### Um Terço do conselho eleito
Em 78 municípios com conselhos distritais foi eleito um terço dos membros desses mesmos conselhos. Em 45 destes municípios foi o mais uma vez o Partido Conservador que conseguiu ficar com o controle.
| Município                 | Controlo Anterior                       | Controlo Actual                         |
| ------------------------- | --------------------------------------- | --------------------------------------- |
| Amber Valley              | Conservative Party                      | Conservative Party                      |
| Barrow-in-Furness         | Sem controlo total (No overall control) | Sem controlo total (No overall control) |
| Basildon                  | Conservative Party                      | Conservative Party                      |
| Basingstoke and Deane     | Conservative Party                      | Conservative Party                      |
| Bassetlaw                 | Conservative Party                      | Conservative Party                      |
| Bedford                   | Sem controlo total (No overall control) | Sem controlo total (No overall control) |
| Brentwood                 | Conservative Party                      | Conservative Party                      |
| Broxbourne                | Conservative Party                      | Conservative Party                      |
| Burnley                   | Sem controlo total (No overall control) | Sem controlo total (No overall control) |
| Cambridge                 | Liberal Democrats                       | Liberal Democrats                       |
| Cannock Chase             | Sem controlo total (No overall control) | Sem controlo total (No overall control) |
| Carlisle                  | Sem controlo total (No overall control) | Sem controlo total (No overall control) |
| Castle Point              | Conservative Party                      | Conservative Party                      |
| Cherwell                  | Conservative Party                      | Conservative Party                      |
| Chester                   | Sem controlo total (No overall control) | Conservative Party                      |
| Chorley                   | Conservative Party                      | Conservative Party                      |
| Colchester                | Sem controlo total (No overall control) | Sem controlo total (No overall control) |
| Congleton                 | Conservative Party                      | Conservative Party                      |
| Craven                    | Sem controlo total (No overall control) | Sem controlo total (No overall control) |
| Crawley                   | Conservative Party                      | Conservative Party                      |
| Crewe and Nantwich        | Sem controlo total (No overall control) | Sem controlo total (No overall control) |
| Daventry                  | Conservative Party                      | Conservative Party                      |
| Eastleigh                 | Liberal Democrats                       | Liberal Democrats                       |
| Ellesmere Port and Neston | Labour Party                            | Labour Party                            |
| Elmbridge                 | Sem controlo total (No overall control) | Sem controlo total (No overall control) |
| Epping Forest             | Conservative Party                      | Conservative Party                      |
| Exeter                    | Sem controlo total (No overall control) | Sem controlo total (No overall control) |
| Gloucester                | Sem controlo total (No overall control) | Sem controlo total (No overall control) |
| Great Yarmouth            | Conservative Party                      | Conservative Partyold                   |
| Harlow                    | Sem controlo total (No overall control) | Sem controlo total (No overall control) |
| Harrogate                 | Sem controlo total (No overall control) | Sem controlo total (No overall control) |
| Hart                      | Sem controlo total (No overall control) | Sem controlo total (No overall control) |
| Havant                    | Conservative Party                      | Conservative Party                      |
| Hertsmere                 | Conservative Party                      | Conservative Party                      |
| Huntingdonshire           | Conservative Party                      | Conservative Party                      |
| Hyndburn                  | Conservative Party                      | Conservative Party                      |
| Ipswich                   | Sem controlo total (No overall control) | Sem controlo total (No overall control) |
| Macclesfield              | Conservative Party                      | Conservative Party                      |
| Maidstone                 | Sem controlo total (No overall control) | Sem controlo total (No overall control) |
| Mole Valley               | Conservative Party                      | Conservative Party                      |
| Newcastle-under-Lyme      | Sem controlo total (No overall control) | Sem controlo total (No overall control) |
| Norwich                   | Sem controlo total (No overall control) | Sem controlo total (No overall control) |
| Pendle                    | Liberal Democrats                       | Liberal Democrats                       |
| Penwith                   | Sem controlo total (No overall control) | Sem controlo total (No overall control) |
| Preston                   | Sem controlo total (No overall control) | Sem controlo total (No overall control) |
| Purbeck                   | Conservative Party                      | Conservative Party                      |
| Redditch                  | Sem controlo total (No overall control) | Sem controlo total (No overall control) |
| Reigate and Banstead      | Conservative Party                      | Conservative Party                      |
| Rochford                  | Conservative Party                      | Conservative Party                      |
| Rossendale                | Conservative Party                      | Conservative Party                      |
| Rugby                     | Sem controlo total (No overall control) | Conservative Party                      |
| Runnymede                 | Conservative Party                      | Conservative Party                      |
| Rushmoor                  | Conservative Party                      | Conservative Party                      |
| Shrewsbury and Atcham     | Conservative Party                      | Conservative Party                      |
| South Bedfordshire        | Conservative Party                      | Conservative Party                      |
| South Cambridgeshire      | Sem controlo total (No overall control) | Conservative Party                      |
| South Lakeland            | Liberal Democrats                       | Liberal Democrats                       |
| St Albans                 | Liberal Democrats                       | Sem controlo total (No overall control) |
| Stevenage                 | Labour Party                            | Labour Party                            |
| Stratford-on-Avon         | Conservative Party                      | Conservative Party                      |
| Stroud                    | Conservative Party                      | Conservative Party                      |
| Swale                     | Conservative Party                      | Conservative Party                      |
| Tamworth                  | Conservative Party                      | Conservative Party                      |
| Tandridge                 | Conservative Party                      | Conservative Party                      |
| Three Rivers              | Liberal Democrats                       | Liberal Democrats                       |
| Tunbridge Wells           | Conservative Party                      | Conservative Party                      |
| Watford                   | Liberal Democrats                       | Liberal Democrats                       |
| Waveney                   | Conservative Party                      | Conservative Party                      |
| Welwyn Hatfield           | Conservative Party                      | Conservative Party                      |
| West Lancashire           | Conservative Party                      | Conservative Party                      |
| West Lindsey              | Liberal Democrats                       | Liberal Democrats                       |
| West Oxfordshire          | Conservative Party                      | Conservative Party                      |
| Weymouth and Portland     | Sem controlo total (No overall control) | Sem controlo total (No overall control) |
| Winchester                | Conservative Party                      | Conservative Party                      |
| Woking                    | Sem controlo total (No overall control) | Conservative Party                      |
| Worcester                 | Conservative Party                      | Conservative Party                      |
| Worthing                  | Conservative Party                      | Conservative Party                      |
| Wyre Forest               | Sem controlo total (No overall control) | Sem controlo total (No overall control) |